# Щегловский (посёлок)
Щегло́вский — посёлок в Кемеровском районе Кемеровской области. Административный центр Щегловского сельского поселения.

## География
Центральная часть населённого пункта расположена на высоте 196 м над уровнем моря.

## Население
| 2010 |
| ---- |
| 1070 |

### Половой состав
По данным Всероссийской переписи населения 2010 года, в посёлке Щегловский проживало 1070 человек (500 мужчин, 570 женщин).

## Улицы
| - ул. 40 лет Победы, - ул. 60 лет ВЛКСМ, - ул. Абрамова, - ул. Восточная, - ул. Зелёная, | - ул. Клубная, - пер. Клубный, - пер. Новый, - ул. Победы, - ул. Профсоюзная, | - ул. Рабочая, - пер. Рабочий, - ул. Садовая, - ул. Советская. |